# Philaeus
Philaeus is een geslacht van spinnen uit de familie springspinnen (Salticidae). 

## Soorten
De volgende soorten zijn bij het geslacht ingedeeld:
- Philaeus albovariegatus (Simon, 1868)
- Philaeus chrysops (Poda, 1761)
- Philaeus corrugatulus Strand, 1917
- Philaeus daoxianensis Peng, Gong & Kim, 2000
- Philaeus fallax (Lucas, 1846)
- Philaeus jugatus (L. Koch, 1856)
- Philaeus pacificus Banks, 1902
- Philaeus raribarbis Denis, 1955
- Philaeus ruber Peckham & Peckham, 1885
- Philaeus stellatus Franganillo, 1910
- Philaeus steudeli Strand, 1906
- Philaeus superciliosus Bertkau, 1883
- Philaeus varicus (Simon, 1868)